# باران دوز
باران دوز هي قرية في مقاطعة أرومية، إيران. يقدر عدد سكانها بـ 632 نسمة بحسب إحصاء 2016.